# Chânes
Chânes é uma comuna francesa na região administrativa de Borgonha-Franco-Condado, no departamento Saône-et-Loire. Estende-se por uma área de 2,24 km². Em 2010 a comuna tinha 546 habitantes (densidade: 243,8 hab./km²).